# Hold It Against Me
Hold It Against Me is de eerste single van het zevende album van de Amerikaanse popster Britney Spears. De single werd in de Verenigde Staten op 11 januari 2011 door Jive Records/Sony BMG uitgegeven voor radio.

## Achtergrond
Hold It Against Me werd geproduceerd door Dr. Luke, Max Martin en Billboard. Al vanaf maart 2010 waren er geruchten dat er een nieuw album kwam. Dit werd in augustus door Adam Leber, Britney's manager, bevestigd. Op 4 januari 2011 maakte Spears via Twitter bekend dat haar nieuwe album in maart 2011 zal uitkomen. Op 6 januari werd bekend dat de eerste single op 11 januari uitkomt via iTunes. Het nummer werd echter, door de zangeres beschreven door ongeduld, een dag eerder uitgebracht. Op 2 februari werd bekend dat het album Femme Fatale ging heten.
De Bellamy Brothers overwegen gerechtelijke stappen vanwege een grote gelijkenis in de tekst met hun wereldhit If I said you had a beautiful body would you hold it against me, maar zien er uiteindelijk van af. Ze wijten het aan Spears gebrek aan originaliteit.

### Prestatie
Een speciale deal met iTunes zorgde ervoor dat het nummer in de nacht van maandag op dinsdag in Amerika - en later wereldwijd - kon worden gedownload. Hierbij kwam het nummer binnen een dag in 19 landen op de eerste positie in de iTunes-lijst en werd in een week tijd ruim 411.000 keer gedownload. In Nederland kwam het nummer bij de hoogste drie singles en in België later op de eerste plek.
De gelekte demo duurde 2:34 minuten, maar door de toegevoegde breakdown duurt het nummer bij de officiële versie 3:34 minuten. In Amerika is de single 705 keer gedraaid op de radio; daarmee had de artieste een nieuw record op haar naam staan. De vorige nummer 1 was Mariah Carey met 498 keer gedraaid op één dag en de nieuwe nummer 1 is Born This Way van Lady Gaga, die op één dag meer dan 1000 keer gedraaid werd. In Nederland is de single op 10 januari gemaakt met 55,3% in het programma Maak 't Of Kraak 't van Radio 538.

## Videoclip
De audities voor achtergronddansers en -danseressen zijn gehouden op 27 en 28 december 2010. De choreograaf voor de video is Brian Friedman die eerder met Britney Spears heeft samengewerkt (Toxic en Me Against the Music), en wordt geregisseerd door Jonas Åkerlund. De videoclip is opgenomen op 22 en 23 januari 2011. De video komt op 17 februari uit, hij gaat in première op MTV.

## Hitnoteringen

### Nederlandse Top 40
| Hitnotering: 22-01-2011 t/m 12-03-2011 | Hitnotering: 22-01-2011 t/m 12-03-2011 | Hitnotering: 22-01-2011 t/m 12-03-2011 | Hitnotering: 22-01-2011 t/m 12-03-2011 | Hitnotering: 22-01-2011 t/m 12-03-2011 | Hitnotering: 22-01-2011 t/m 12-03-2011 | Hitnotering: 22-01-2011 t/m 12-03-2011 | Hitnotering: 22-01-2011 t/m 12-03-2011 | Hitnotering: 22-01-2011 t/m 12-03-2011 | Hitnotering: 22-01-2011 t/m 12-03-2011 |
| Week:                                  | 1                                      | 2                                      | 3                                      | 4                                      | 5                                      | 6                                      | 7                                      | 8                                      |                                        |
| -------------------------------------- | -------------------------------------- | -------------------------------------- | -------------------------------------- | -------------------------------------- | -------------------------------------- | -------------------------------------- | -------------------------------------- | -------------------------------------- | -------------------------------------- |
| Positie:                               | 36                                     | 26                                     | 25                                     | 25                                     | 35                                     | 35                                     | 28                                     | 35                                     | uit                                    |

### NederlandseSingle Top 100
| Hitnotering: 15-01-2011 t/m 12-03-2011 | Hitnotering: 15-01-2011 t/m 12-03-2011 | Hitnotering: 15-01-2011 t/m 12-03-2011 | Hitnotering: 15-01-2011 t/m 12-03-2011 | Hitnotering: 15-01-2011 t/m 12-03-2011 | Hitnotering: 15-01-2011 t/m 12-03-2011 | Hitnotering: 15-01-2011 t/m 12-03-2011 | Hitnotering: 15-01-2011 t/m 12-03-2011 | Hitnotering: 15-01-2011 t/m 12-03-2011 | Hitnotering: 15-01-2011 t/m 12-03-2011 | Hitnotering: 15-01-2011 t/m 12-03-2011 |
| Week:                                  | 1                                      | 2                                      | 3                                      | 4                                      | 5                                      | 6                                      | 7                                      | 8                                      | 9                                      |                                        |
| -------------------------------------- | -------------------------------------- | -------------------------------------- | -------------------------------------- | -------------------------------------- | -------------------------------------- | -------------------------------------- | -------------------------------------- | -------------------------------------- | -------------------------------------- | -------------------------------------- |
| Positie:                               | 20                                     | 20                                     | 67                                     | 66                                     | 83                                     | 92                                     | 94                                     | 97                                     | 94                                     | uit                                    |

### VlaamseUltratop 50
| Hitnotering: 22-01-2011 t/m 19-03-2011 | Hitnotering: 22-01-2011 t/m 19-03-2011 | Hitnotering: 22-01-2011 t/m 19-03-2011 | Hitnotering: 22-01-2011 t/m 19-03-2011 | Hitnotering: 22-01-2011 t/m 19-03-2011 | Hitnotering: 22-01-2011 t/m 19-03-2011 | Hitnotering: 22-01-2011 t/m 19-03-2011 | Hitnotering: 22-01-2011 t/m 19-03-2011 | Hitnotering: 22-01-2011 t/m 19-03-2011 | Hitnotering: 22-01-2011 t/m 19-03-2011 | Hitnotering: 22-01-2011 t/m 19-03-2011 |
| Week:                                  | 1                                      | 2                                      | 3                                      | 4                                      | 5                                      | 6                                      | 7                                      | 8                                      | 9                                      |                                        |
| -------------------------------------- | -------------------------------------- | -------------------------------------- | -------------------------------------- | -------------------------------------- | -------------------------------------- | -------------------------------------- | -------------------------------------- | -------------------------------------- | -------------------------------------- | -------------------------------------- |
| Positie:                               | 2                                      | 7                                      | 11                                     | 26                                     | 34                                     | 34                                     | 31                                     | 30                                     | 34                                     | uit                                    |